# Воспоминания пингвина: История счастья
«Воспоминания пингвина: История счастья» (яп. ペンギンズ・メモリー 幸福物語) — японский полнометражный анимационный фильм, выпущенный в 1985 году. Новая американская театральная анимация в стиле кино, созданная благодаря популярности пингвинов (Papipu Penguins), которые появились в качестве имиджевого персонажа в телевизионной рекламе Suntory CAN Beer, транслировавшейся в 1983 году.

## Сюжет
Майк, пингвин, вернувшийся в одиночестве из суровой войны в Дельте. Даже сейчас его иногда раздражает посттравматическое стрессовое расстройство (вызванное суровыми днями на поле боя), и хотя в родном городе его называют героем, Майк не принял приветствия.
Майк покидает свой родной город и отправляется в странствующее путешествие, чтобы стать библиотекарем в библиотеке в отдаленном городе. В городе он встречает Джилл, начинающую певицу, которая учила детей песням, и их тянет друг к другу. Джилл уверенно идёт к тому, чтобы стать певицей и серьёзно дебютирует в городе. Джилл говорит, что хочет жить с Майком. Однако Майк пытается покинуть город, потому что он хочет побыть вместе и жить в тихом городе.

## Актёрский состав
| Актёр           | Роль            |
| --------------- | --------------- |
| Коити Сато      | Майк Дэвис      |
| Хироми Цуру     | Джилл           |
| Юмико Фудзита   | мадам О'Хара    |
| Эидзи Окуда     | Джек            |
| Кэйси Такаминэ  | Боб Адамс       |
| Мидзухо Судзуки | доктор Мо       |
| Акира Кумэ      | библиотекарь    |
| Каи Ато         | Эл              |
| Сёдзо Хаясия    | Том             |
| Хатиро Тако     | владелец казино |
| Фумико Савада   | Нэнси           |
| Эйко Масуяма    | Сьюзан          |
| Таэко Наканиси  | Хелен           |
| Такэси Аоно     | менеджер        |
| Кохэи Мияути    | судья           |
| Кодзи Яда       | тюремщик        |
| Юрико Ямамото   | ребёнок #1      |
| Ёко Каванами    | мать            |
| Маюми Сё        | Пегги           |
| Тиэ Сато        | Джимми          |
| Джордж Токоро   | пианист         |

## Музыка
| №   | Название                       | Длительность |
| --- | ------------------------------ | ------------ |
| 1.  | «さすらい»                     |              |
| 2.  | «Delta War»                    |              |
| 3.  | «さすらい»                     |              |
| 4.  | «青空 On My Mind»              |              |
| 5.  | «Musical Life»                 |              |
| 6.  | «ボーイの季節»                 |              |
| 7.  | «SWEET MEMORIES»               |              |
| 8.  | «Blue Love Letter»             |              |
| 9.  | «マイクとジャック»             |              |
| 10. | «再会»                         |              |
| 11. | «ボブの野望»                   |              |
| 12. | «Flash back!»                  |              |
| 13. | «さすらい〜旅の終りを求めて〜» |              |
| 14. | «ボーイの季節»                 |              |
| 15. | «SWEET MEMORIES» (ремикс)      |              |

## Факты
- Согласно оригинальному автору Такео Нагасава, Юичи Ватанабе, копирайтер консервированного пива, сказал, что он «путешествовал, бродя, когда был молод» и «хотел быть библиотекарем», что вдохновило на создание мультфильма.
- Режиссёр Тошиси Кимура до этого момента активно работал в области телевизионной рекламы, начиная с серии пивных банок, работая над такими рекламными роликами, как Kewpie Mayonnaise и Budweiser, но на этот раз режиссёром полнометражного мультфильма стал первый раз.
- Видео VHS и лазерные диски с этой работой когда-то продавались, но сейчас они больше не издаются и не выпускаются на DVD.